# Georg-Schwarz-Straße
Die Georg-Schwarz-Straße ist eine Hauptverkehrsstraße im Westen der Stadt Leipzig in den Stadtteilen Lindenau und Leutzsch. Die 1877 angelegte Straße mit bis heute weitgehend erhaltener historistischer Bebauung entwickelte sich in der Zeit der Weimarer Republik und des Nationalsozialismus zu einer beliebten Einkaufsstraße und ihr südlicher Abschnitt zu einer Amüsiermeile. Bedingt durch mangelnden Bauerhalt in der DDR begann bereits in den 1970er und 1980er Jahren ein Bedeutungsverlust, der sich mit der stark sinkenden Einwohnerzahl und der wirtschaftlichen Umstrukturierung nach der politischen Wende in den 1990er Jahren noch einmal massiv verstärkte.

## Lage
Die etwa 2,5 Kilometer lange Verbindungsstraße zweigt im Stadtteil Lindenau von der Merseburger Straße ab und verläuft in nordwestlicher Richtung vorbei am alten Ortszentrum von Leutzsch bis zur Bahnstrecke Leipzig–Großkorbetha, die auf den beiden Georg-Schwarz-Brücken überquert wird. Jenseits davon, in der Gemarkung Böhlitz-Ehrenberg, setzt sich die Straße als „Leipziger Straße“ bis nach Gundorf fort.

## Geschichte

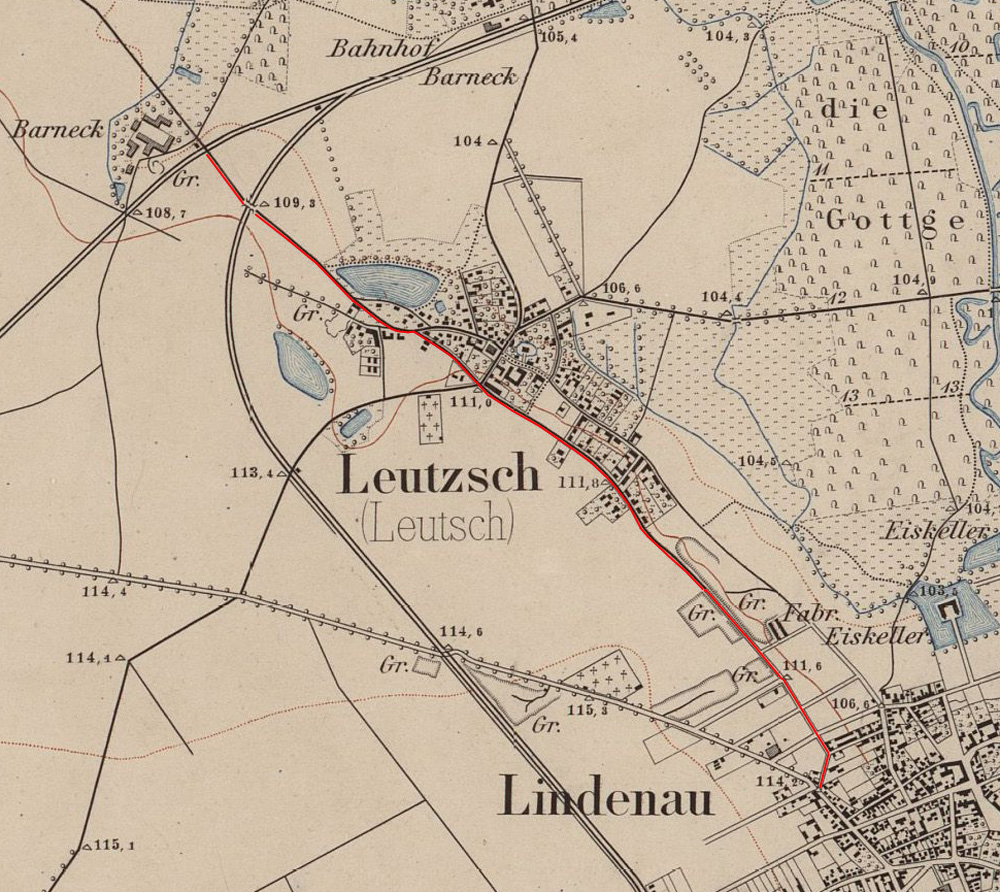
Der Verlauf der heutigen Georg-Schwarz-Straße
auf einer Karte von 1879

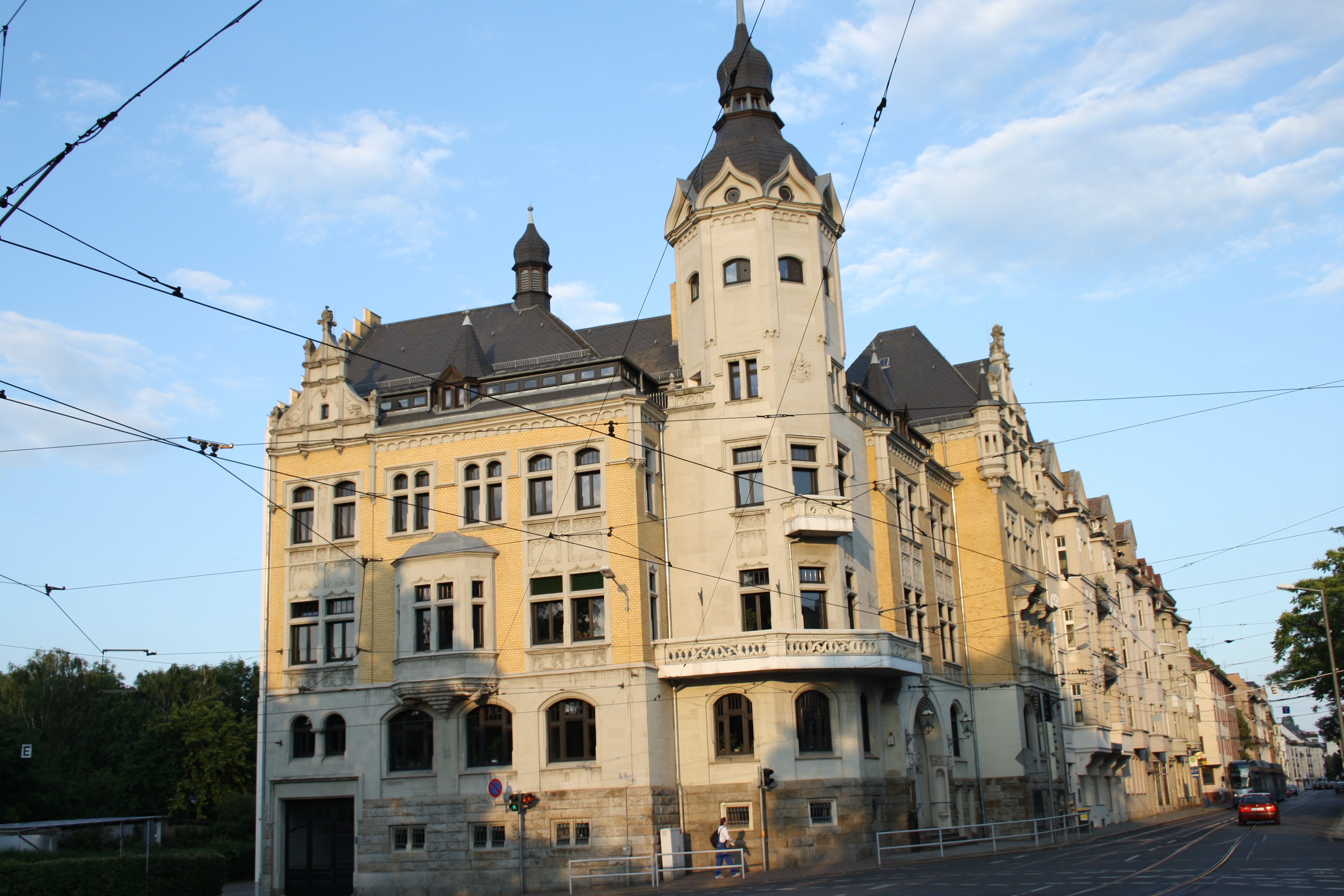
Rathaus Leutzsch

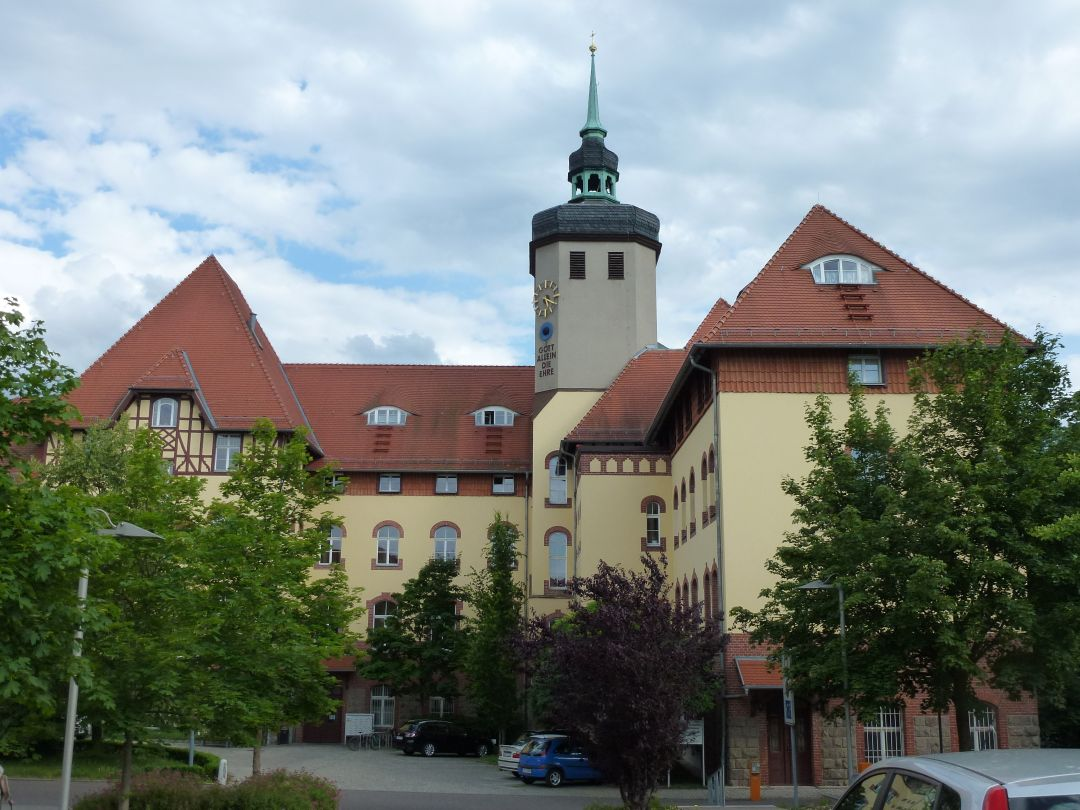
Mutterhaus des Diakonissenkrankenhauses

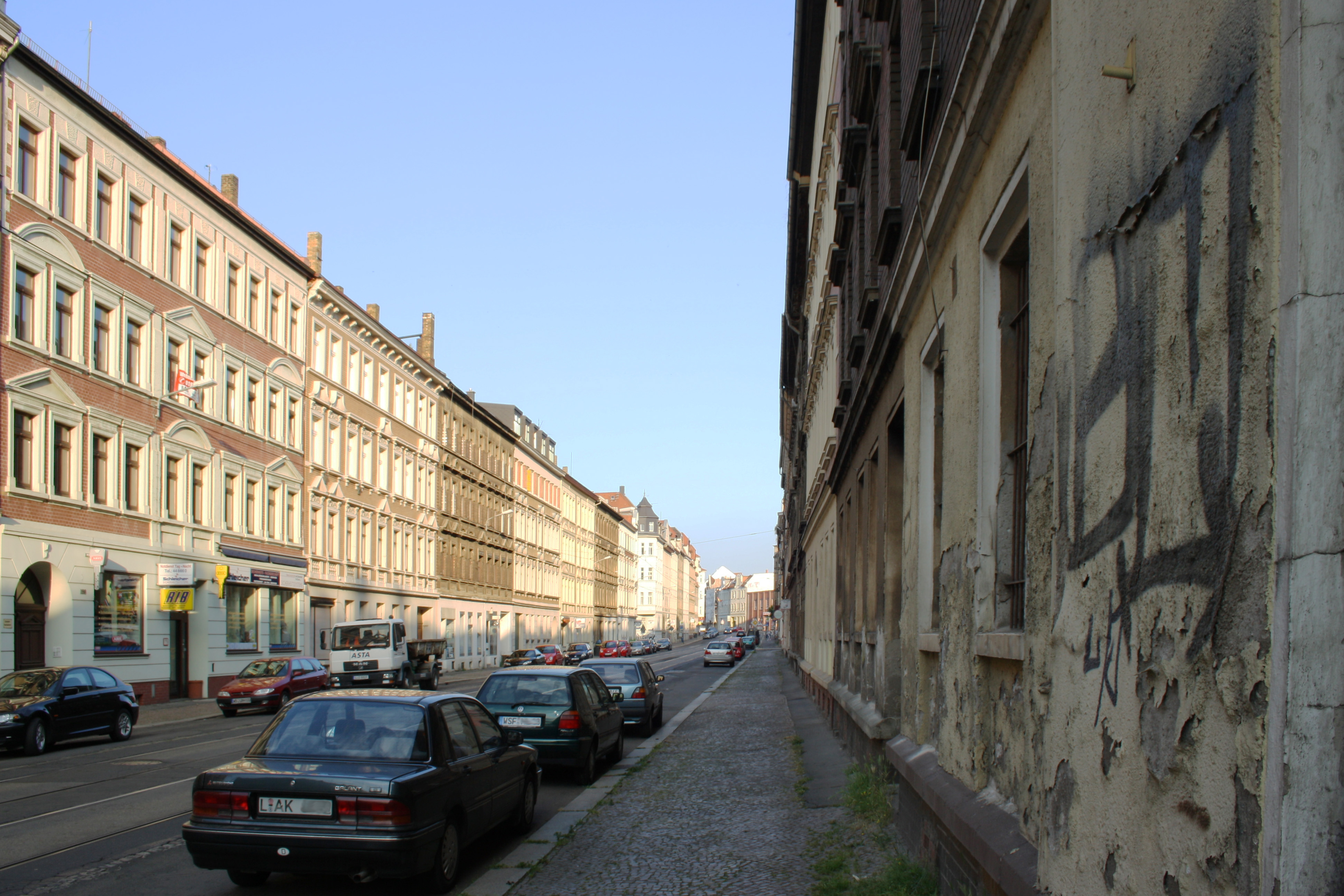
Wohnhäuser in der Georg-Schwarz-Straße

Die heutige Georg-Schwarz-Straße wurde in der Gründerzeit im Zuge der Industrialisierung und des Wachstums der Stadt Leipzig über ihre Grenzen hinaus entlang einer älteren Wegeverbindung zwischen den Dörfern Lindenau und Leutzsch angelegt. Sie wurde auf der Lindenauer Flur zunächst als Leutzscher Weg und nach dem Ausbau zur Straße ab dem Jahr 1877 als Leutzscher Straße bezeichnet.
Zu dieser Zeit entstanden in Lindenau und dem südlich benachbarten Plagwitz links und rechts des Karl-Heine-Kanals zahlreiche Industrieanlagen und in deren Nachbarschaft ausgedehnte Siedlungen für Arbeiter und einfache Angestellte. Die Bevölkerungszahlen stiegen rasant an, u. a. auch aufgrund beträchtlicher Zuwanderung aus anderen Gebieten des Deutschen Reiches, insbesondere aus Schlesien. So wurden auch entlang der Gundorfer Straße, wie die ehemalige Leutzscher Straße von 1886 bis 1933 hieß, und in den angrenzenden Nebenstraßen in den Jahren vor und um 1900 vergleichsweise einfache Mietshäuser im Stil des Historismus mit jeweils einem oder mehreren Ladengeschäften im Erdgeschoss und häufig Kleingewerbe in den Hinterhöfen errichtet. Um der sozialen Not im Leipziger Westen zu begegnen, wurde im Jahr 1900 an Rande der Gemarkung Lindenau kurz vor der Flurgrenze zu Leutzsch das Evangelische Diakonissenkrankenhaus eröffnet, das im Ersten Weltkrieg als Lazarett diente. Die „Leipziger Hungerkrawalle“ von 1916 nahmen in einem Buttergeschäft in der Gundorfer Straße ihren Ausgang.
Kurz vor und während des Ersten Weltkrieges und in der Zeit der Weimarer Republik entwickelte sich der südliche Abschnitt der Gundorfer Straße zwischen Merseburger und Uhlandstraße zu einer belebten Einkaufs- und Amüsiermeile im Westen der Stadt Leipzig, die im Volksmund den Namen „Reeperbahn“ nach der gleichnamigen Hamburger Straße trug. Zusammen mit einer Reihe von Gaststätten und Kneipen trugen vor allem Kinos zu diesem Ruf bei. Bereits am 3. Juli 1910 eröffnete Theodor Scherff, der unter dem Namen „Scherffs Bioskop-Theater“ mehrere Lichtspielhäuser in Mitteldeutschland betrieb, im Hof des Gebäudes mit der heutigen Hausnummer 11 ein Kino mit 333 Sitzplätzen. Nach einigen Namenswechseln trug es seit 1919 den Namen „Central-Lichtspiele“ und wurde mehrfach vergrößert, zuletzt 1940 auf ca. 800 Plätze. Mit dem „Film-Palast Lindenau“ (Hausnummer 31) kam am ersten Weihnachtsfeiertag 1919 ein weiteres Kino mit 927 Plätzen hinzu.
Auf der Leutzscher Flur hieß die heutige Georg-Schwarz-Straße bis in Höhe des Leutzscher Rathauses ursprünglich Hauptstraße, ihre Verlängerung nach einem gleichnamigen Vorwerk Barnecker Straße. Auch in Leutzsch wurden ausgehend vom alten Dorfzentrum nach Südosten und Nordwesten historistische Wohn- und Geschäftshäuser als Blockrandbebauung angelegt. Insgesamt wurde Leutzsch jedoch im Vergleich zu Lindenau erst spät und eher zögernd vom Bauboom um Leipzig erfasst. Die Bebauung im Umfeld der Straße ist hier deshalb wesentlich lockerer und die Industriebauten sind meist deutlich von den Wohnbauten getrennt. Im Leutzscher Teil der Straße gab es bereits ab ca. 1908 einen kleinen Kinosaal mit 105 Sitzplätzen unter dem Namen „Apollo-Kinemathograph“, jedoch wurde das kurz darauf in „Volks-Theater“ umbenannte Kino bereits 1913 wieder geschlossen. An seine Stelle traten 1919 bis 1923 zwei weitere Kinosäle in der parallel verlaufenden Lindenauer Straße, der heutigen William-Zipperer-Straße. Vier Jahre nach der Eingemeindung von Leutzsch nach Leipzig erhielt die Straße 1926 den Namen des kurz zuvor verstorbenen Reichspräsidenten Friedrich Ebert.
Nach der Machtübernahme durch die Nationalsozialisten 1933 wurden die Lindenauer Gundorfer Straße und die Leutzscher Friedrich-Ebert-Straße durchgehend in der vollen Länge nach der NS-Märtyrerfigur Albert Leo Schlageter in Schlageterstraße umbenannt, wobei die Hausnummerierung in Leutzsch geändert werden musste. Am Anfang der Schlageterstraße mit seinen beiden Kinos und mehreren Kneipen traf sich eine der größten oppositionellen Jugendgruppen in Leipzig, der sogenannten Leipziger Meuten. Die aus bis zu 100 Jugendlichen bestehende Gruppe trug die Bezeichnung „Reeperbahn“ nach dem Spitznamen des Straßenabschnitts. 1939 wurde sie wie auch andere Gruppen zuvor durch die Gestapo und das Leipziger Jugendamt zerschlagen und viele Mitglieder verhaftet, zu Gefängnisstrafen verurteilt oder in Umerziehungslager eingewiesen. Zur gleichen Zeit mussten eine Reihe von jüdischen Geschäftsinhabern ihre Lebensgrundlage im Zuge der sogenannten „Arisierung“ aufgeben, so etwa das bekannte Geschäft „Schuh-Baer“ an der Ecke zur Holteistraße. Ab 1941 wurden jüdische Bewohner der Schlageter- und der Nachbarstraßen, die nicht zuvor fliehen konnten oder wollten, in Ghettos, Arbeits- und Vernichtungslager deportiert und umgebracht.
Nach dem Ende des Zweiten Weltkrieges ließ die US-amerikanische Besatzungsmacht am 19. Mai 1945 den Namen Schlageterstraße aufheben und benannte den gesamten Straßenzug in Gundorfer Straße um, wobei nun auch der Leutzscher Abschnitt diese Bezeichnung bekam. Nach dem Wechsel Leipzigs in die Sowjetische Besatzungszone erhielt die Straße am 1. August 1945 den Namen des Antifaschisten Georg Schwarz, der bis zu seiner Verhaftung und Hinrichtung im Januar desselben Jahres hier im Haus Nummer 24 seine Wohnung hatte. Die Bevölkerungszahlen nahmen aufgrund der Flüchtlinge und Vertriebenen aus den deutschen Siedlungsgebieten in Ostmitteleuropa erneut beträchtlich zu.
Ab den 1960er Jahren führten die Konzentration des Wohnungsbaus in der DDR auf die Großwohnsiedlungen am Stadtrand, vor allem in Neulindenau und Grünau, und die damit einhergehende, auch ideologisch begründete Vernachlässigung der Gründerzeitquartiere zu einem massiven Bevölkerungsverlust. Die „Central-Lichtspiele“ schlossen bereits 1963, und 1971 folgte auch das Kino „Film-Palast“. Die von 1974 bis 1980 erfolgte Teilsanierung einiger Wohnblöcke im Bereich des Diakonissenkrankenhauses konnte die negative Entwicklung des Gebietes um die Georg-Schwarz-Straße nicht aufhalten. Gleichzeitig wurde das Viertel aber auch Heimstatt für eine Reihe von bekannten oppositionellen Künstlern und Bürgerrechtlern, so etwa Siegmar Faust, Wolfgang Hilbig, Manfred Krug, Gert Neumann, Gesine Oltmanns oder Kathrin Walther. In den 1980er Jahren war Lindenau eines der Zentren der Punk-Bewegung in Leipzig, in der bekannte Bands wie „Wutanfall“ oder „L’Attentat“ lebten, probten und häufiger auftraten. In der Holteistraße, einer kleinen Querstraße der Georg-Schwarz-Straße, wurde 1981 eines der ersten Häuser in der DDR besetzt.
Nach der politischen Wende in der DDR und vor allem nach der deutschen Wiedervereinigung beschleunigte sich die negative soziale Entwicklung weiter, da viele der kleinen Ladengeschäft entlang der Straße dem Konkurrenzdruck der neu entstandenen Einkaufszentren im Stadtrand nicht standhalten konnten und aufgegeben wurden. Derzeit wird die Straße geprägt durch eine Reihe von städtebaulichen Mängeln und sozialen Problemen, die sich auch auf die Stadtteile Leutzsch und Lindenau negativ auswirken. Seit etwa 2008 bestehen daher verstärkte Bemühungen von Seiten der Leipziger Stadtverwaltung und einer Reihe von lokalen Akteuren, die soziale, kulturelle und stadträumliche Situation entlang der Straße zu verbessern und damit wieder an ihre alte Bedeutung anzuknüpfen.

## Verkehr

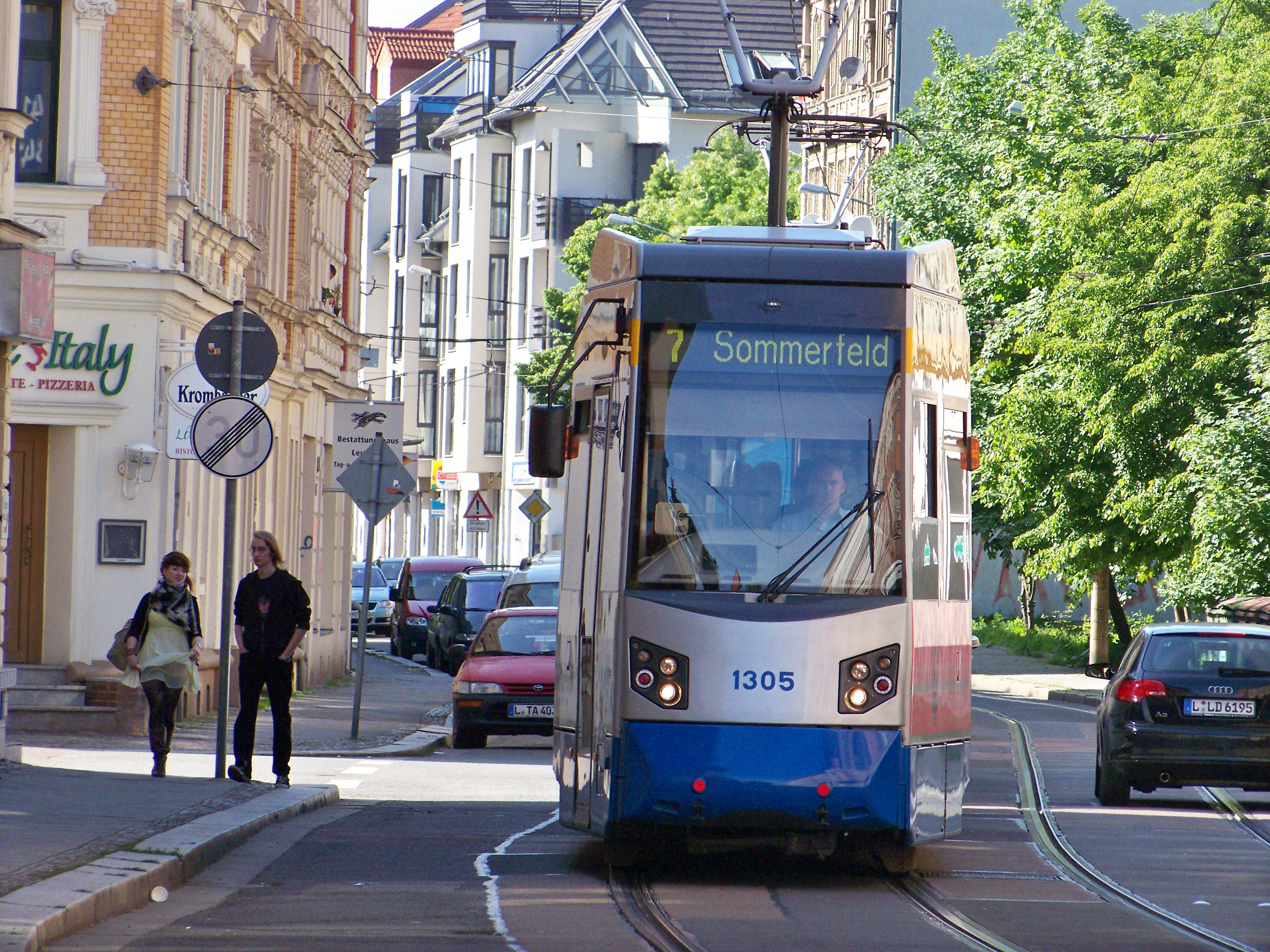
Leoliner-Traktion auf der Linie 7 an der Haltestelle Diakonissenhaus

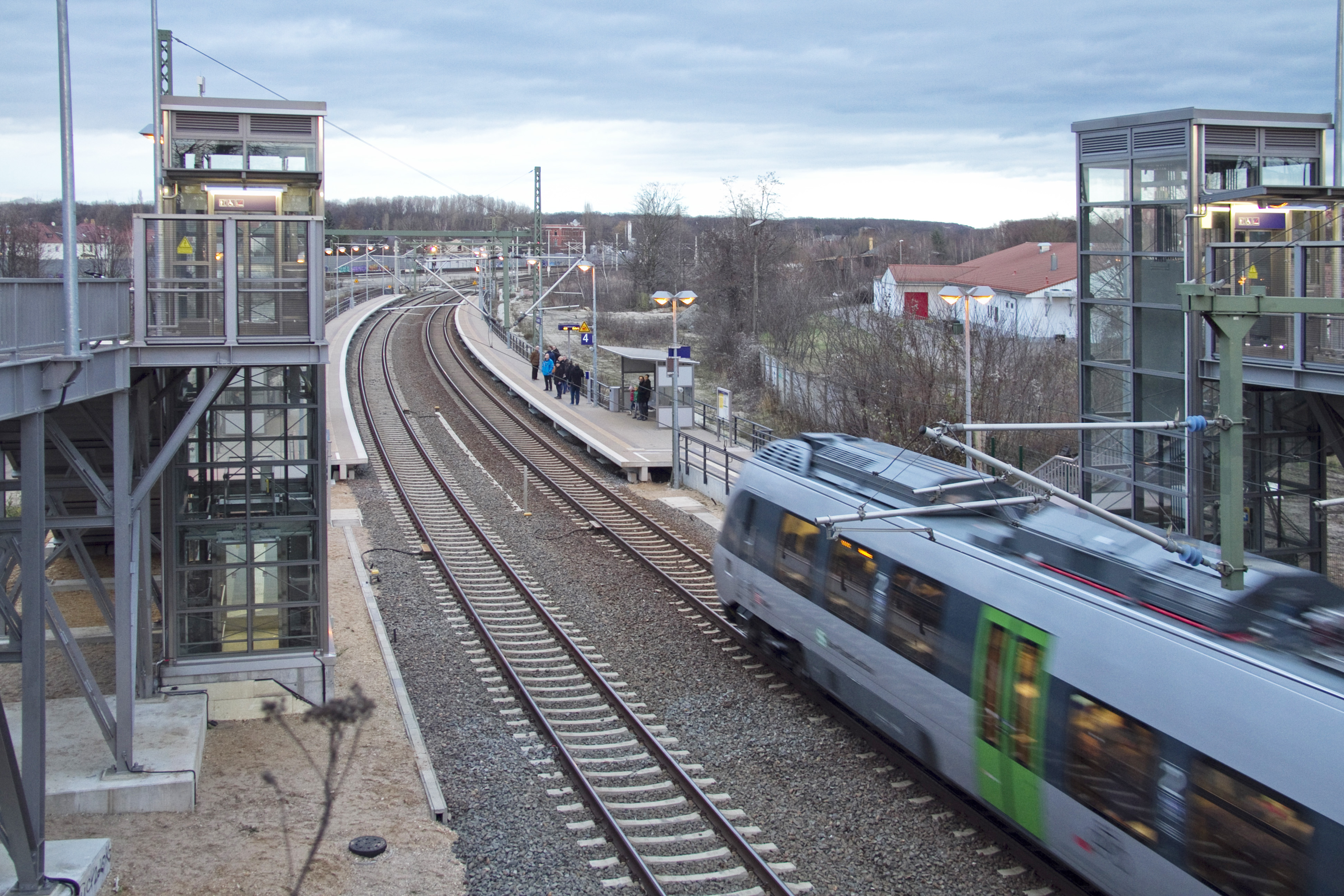
Haltepunkt Leipzig-Leutzsch (Einfahrender Zug der Linie)

Zur Erschließung der Wohngebiete im nördlichen Lindenau und in Leutzsch wurde entlang der Straße von der Großen Leipziger Straßenbahn (GLSt) eine Straßenbahntrasse angelegt und am 27. Januar 1899 in Betrieb genommen. Sie führt als Abzweig einer älteren Lindenauer Trasse entlang der heutigen Odermannstraße durch die Demmering- und Merseburger Straße. Von dort aus biegt sie in die Georg-Schwarz-Straße ein, an der damals vier Haltestellen existierten. Zunächst lag das Trassenende am Rathaus Leutzsch, doch wurde bereits am 14. April 1899 eine Verlängerung nach Westen bis zur Endstelle am heutigen Bahnhof Leipzig-Leutzsch eröffnet und hier 1908 ein Straßenbahnhof errichtet. Von der Leipziger Außenbahn AG wurde im Jahr 1907 zur Erschließung der Gemeinden Böhlitz-Ehrenberg und Gundorf die Gundorfer Straßenbahntrasse angelegt, die vom Rathaus Leutzsch durch die damalige Hauptstraße und die Leipziger Straße durch Böhlitz-Ehrenberg und weiter nach Gundorf führte. 1928 wurde die Gleisschleife an der Philipp-Reis-Straße als eine neue Endstelle der Großen Leipziger Straßenbahn gebaut.
Die Streckenführung zwischen Leutzscher Rathaus und Bahnhof Leutzsch (Linie 27) wurde 2001 im Zuge der Netzreform der Leipziger Verkehrsbetriebe (LVB) aufgegeben. Seither führt die Linie 7 (früher Linie 17) durch die Georg-Schwarz-Straße bis zur Endstelle „Böhlitz-Ehrenberg, Burghausener Straße“ in Gundorf.
Im Zuge der Neuordnung des S-Bahnverkehrs mit Inbetriebnahme des City-Tunnels Leipzig wurde der Bahnhof Leipzig-Leutzsch in einer netzergänzenden Maßnahme mit dem ehemaligen Haltepunkt Industriegelände West zu der neuen Station an der Georg-Schwarz-Straße mit bequemer Umsteigemöglichkeit zum Straßenbahnverkehr zusammengefasst.

## Georg-Schwarz-Brücken
Es handelt sich um einen Brückenzug mit zwei Brücken hintereinander. Die aus den Jahren 1978 und 1964 stammenden Bauwerke über die Gleise der Deutschen Bahn sind 2025 stark verschlissen. Auf der südlichen Brücke gilt 2025 eine Lastbeschränkung auf 3,5 Tonnen und Straßenbahnen dürfen sich dort nicht mehr begegnen. Die beiden Brücken sollen bis 2031 für Gesamtkosten von 100 Millionen Euro neu gebaut werden.

## Bebauung

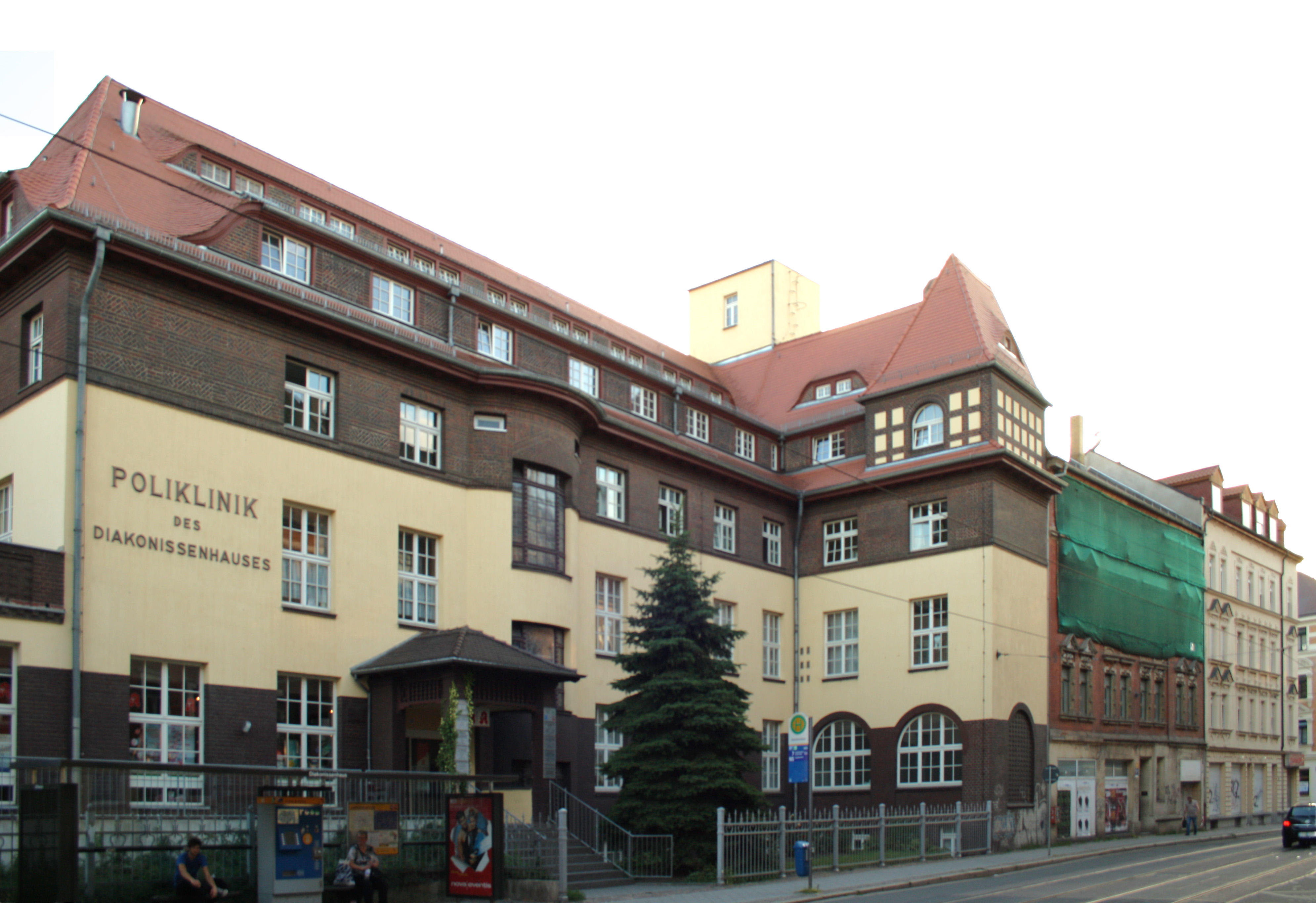
Diakonissenkrankenhaus Leipzig Poliklinik

Die Georg-Schwarz-Straße ist auf beiden Seiten von mehrheitlich sanierten historistischen Wohnhäusern mit vier oder fünf Geschossen in noch weitestgehend geschlossener Blockrandbebauung gesäumt. Die Straßenbreite beträgt stellenweise nur 13 m. Unterbrochen wird diese Blockrandbebauung erstmals im Bereich der ehemaligen Uhlandschule (heute Förderzentrum Sprachheilschule „Käthe Kollwitz“, Schulteil B). Etwa in der Mitte der Straße liegt der ausgedehnte Komplex des Evangelischen Diakonissenkrankenhauses. Gegenüber auf der nordöstlichen Straßenseite befinden sich vier Straßenkarrees mit überwiegend unsanierten und unbewohnten Häusern aus den Jahrzehnten um 1900, die in den nächsten Jahren durch die Leipziger Stadtbau AG zu einem attraktiven Wohnstandort entwickelt werden sollen.

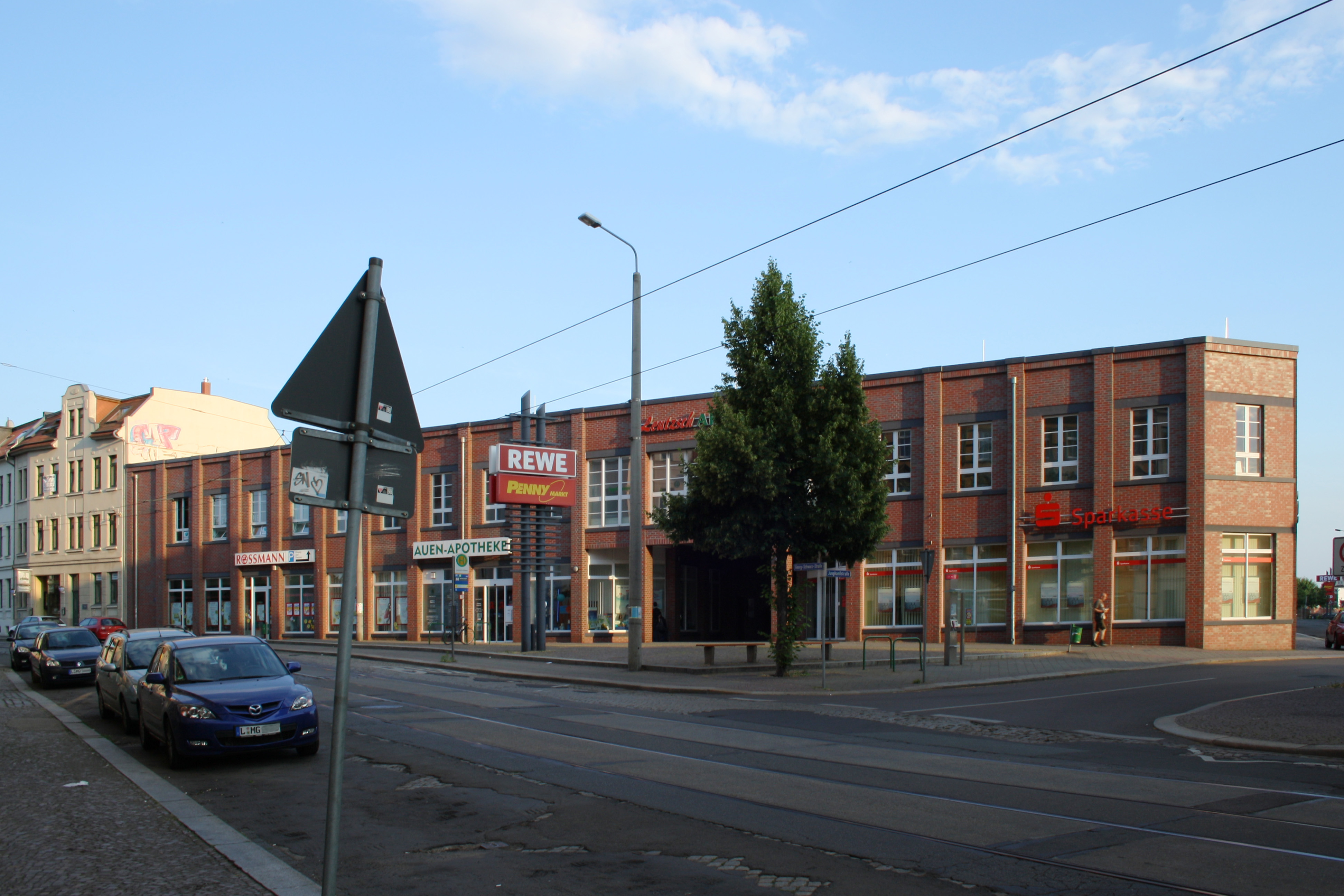
Einkaufszentrum Leutzsch Arkaden

Im Ortsteil Leutzsch ist die Georg-Schwarz-Straße zwar nur unwesentlich breiter als in Lindenau, jedoch wirkt der Straßenraum durch die niedrigeren Häuser nicht so eng. Erst hinter dem neuen Einkaufszentrum Leutzsch weitet sich die Straße auf 18 m. Durch eine Reihe von Hausabbrüchen insbesondere im Zuge des Stadtumbaus seit den späten 1990er Jahren und dadurch entstandene Brachflächen, die sich über mehrere Grundstücke erstrecken, ist die städtebauliche Struktur in Leutzsch stark beeinträchtigt. Aus der Reihe der Blockrandbauten des Historismus und der 20er Jahre hebt sich die Villa in der Georg-Schwarz-Straße 128 ab, in der bis 1995 die Stadtteilbibliothek Leutzsch eingerichtet war, dann lange Zeit leer stand und aktuell von einer Familie renoviert wird, die die Villa gekauft hat. Von hier besteht eine Verbindung zu dem in den Jahren 2003 bis 2006 angelegten Stadtteilpark am „Wasserschloss Leutzsch“. Die sternförmige Straßenkreuzung im alten Ortskern wird geprägt durch das Rathaus Leutzsch und die Gebäude der 157. Schule.
Auf dem Gelände einer ehemaligen Gießerei eröffnete 2004 das Einkaufszentrum „Leutzsch Arkaden“.
Von den etwa 180 Wohn- und Geschäftshäusern entlang der Georg-Schwarz-Straße zwischen Merseburger Straße und Pfingstweide stehen 137 Gebäude unter Denkmalschutz. Etwa die Hälfte von ihnen ist saniert.